# Saint-Jean-de-la-Blaquière
Saint-Jean-de-la-Blaquière (okzitanisch: Sant Joan de la Blaquièira) ist ein Ort und eine südfranzösische Gemeinde mit 695 Einwohnern (Stand: 1. Januar 2022) im Département Hérault in der Region Okzitanien (vor 2016: Languedoc-Roussillon). Die Gemeinde gehört zum Arrondissement Lodève und zum Kanton Lodève. Die Einwohner werden Blaquièrols genannt.

## Lage
Saint-Jean-de-la-Blaquière liegt etwa 41 Kilometer westnordwestlich von Montpellier im Weinbaugebiet Clairette du Languedoc. Umgeben wird Saint-Jean-de-la-Blaquière von den Nachbargemeinden Saint-Privat im Norden, Saint-Saturnin-de-Lucian im Osten, Saint-Giraud im Süden und Südosten, Le Bosc im Süden und Westen sowie Usclas-du-Bosc im Westen und Nordwesten.
Durch die Gemeinde führt die Via Tolosana, einer der vier historischen Wege der Jakobspilger in Frankreich.

## Bevölkerungsentwicklung
| Jahr                       | 1962 | 1968 | 1975 | 1982 | 1990 | 1999 | 2006 | 2017 |
| Einwohner                  | 330  | 300  | 259  | 263  | 338  | 361  | 469  | 627  |
| Quellen: Cassini und INSEE |      |      |      |      |      |      |      |      |

## Sehenswürdigkeiten
- Dolmen
- Kirche Décollation-de-Saint-Jean-Baptiste aus dem 12. Jahrhundert
- Schloss La Blaquière aus dem 14. Jahrhundert